# الحزب الديمقراطي الاجتماعي النمساوي
الحزب الديمقراطي الاجتماعي النمساوي (بالألمانية: Sozialdemokratische Partei Österreichs، ويُختصر بـ SPÖ)، هو حزب سياسي نمساوي يتبنى التوجه الاشتراكي الديمقراطي. تأسس عام 1889 باسم حزب العمال الاشتراكي الديمقراطي النمساوي، وعُرف لاحقًا باسم الحزب الاشتراكي للنمسا من عام 1945 حتى 1991. يُعد أقدم حزب سياسي لا يزال قائمًا في النمسا، ويُعتبر إلى جانب حزب الشعب النمساوي أحد الحزبين الرئيسيين التقليديين في البلاد. يتموضع الحزب سياسيًا في الوسط اليساري على الطيف السياسي.
يترأس الحزب حاليًا أندرياس بابلر، الذي تولى القيادة في يونيو 2023. ويحتل المرتبة الثالثة بين الأحزاب الخمسة الممثَّلة في المجلس الوطني النمساوي، بعدما حصل على 41 مقعدًا من أصل 183، ونسبة 21.1٪ من الأصوات الشعبية في الانتخابات التشريعية لعام 2024. للحزب تمثيل في برلمانات الولايات التسع، ويُعد الأكبر في ثلاث منها: بورغنلاند، وكارينثيا، وفيينا.
يدعم الحزب عضوية النمسا في الاتحاد الأوروبي، وهو عضو في تحالف التقدميين وحزب الاشتراكيين الأوروبيين، ويمثله نوابه في البرلمان الأوروبي ضمن كتلة تحالف التقدميين والاشتراكيين الديمقراطيين. من أصل 19 نائبًا نمساويًا في البرلمان الأوروبي، ينتمي خمسة إلى الحزب الاشتراكي الديمقراطي.
يرتبط الحزب ارتباطًا وثيقًا بـ اتحاد النقابات العمالية النمساوي وغرفة العمل النمساوية.
تاريخيًا، كان الحزب القوة الثانية في المجلس الإمبراطوري للإمبراطورية النمساوية-المجرية من تسعينيات القرن التاسع عشر حتى عقد 1910. وبعد الحرب العالمية الأولى، شارك لفترة وجيزة في حكم الجمهورية النمساوية الأولى، ثم انتقل إلى صفوف المعارضة. وفي عام 1934، حُظر الحزب في أعقاب الحرب الأهلية النمساوية، وظل مقموعًا طيلة فترة الفاشية النمساوية والحكم النازي.
أُعيد تأسيس الحزب في عام 1945 تحت اسم الحزب الاشتراكي للنمسا، وشارك في الحكومة كشريك صغير لحزب الشعب حتى عام 1966. وفي عام 1970، أصبح الحزب الأكبر لأول مرة في تاريخ ما بعد الحرب، وتولى برونو كرايسكي منصب المستشار، محققًا ثلاثة انتصارات انتخابية متتالية في أعوام 1971 و1975 و1979.
قاد الحزب ائتلافًا كبيرًا مع حزب الشعب من عام 1987 حتى 2000، ثم عاد إلى المعارضة لأول مرة منذ 30 عامًا. وتولى الحكم مجددًا من 2007 إلى 2017، ثم شغل دور المعارضة الرئيسية بين عامي 2017 و2025 في مواجهة حكومات سيباستيان كورتس، وألكسندر شالينبرغ، وكارل نهامر. ومنذ عام 2025، عاد الحزب إلى الحكم ضمن ائتلاف حكومي بقيادة حزب الشعب ويضم أيضًا حزب "نيـوس" الليبرالي.

## تاريخ الحزب
أسس الحزب في عام 1888 باسم حزب العمال الاشتراكي الديمقراطي (بالألمانية: Sozialdemokratische Arbeiterpartei SDAP) بقيادة فيكتور آدلر، وسمي عام 1945 باسم الحزب الاشتراكي النمساوي (بالألمانية: Sozialistische Partei Österreichs) إلى العام 1991 حيث تغير اسمه إلى الاسم الحالي.
اعتمد الحزب منذ تأسيسه على الوسائل السلمية الديمقراطية في تمثيل مصالح الطبقة العاملة وللوصول إلى السلطة، ولعب دورا هاما في انتزاع حق الانتخاب البرلماني العام والمتساوي (للرجال) في النمسا عام 1905، وفي حصول المرأة على حق الانتخاب عام 1919. شارك الحزب في أول حكومة جمهورية في الجزء الناطق بالألمانية من الامبراطوية النمساوية (النمسا اليوم) بعد انتهاء الحرب العالمية الأولى، وتعرض بين الأعوام 1934 و1945 للحظر والملاحقة تحت نظام الفاشية النمساوية بقيادة انغلبرت دولفوس وخليفته كورت فون شوشنيغ ومن بعده النظام الألماني النازي الذي دام إلى نهاية الحرب العالمية الثانية، حيث عاد الحزب إلى الشرعية وشارك في أول حكومة للجمهورية النمساوية الثانية بقيادة كارل رينر وأدولف شيرف.
شارك الحزب الاشتراكي النمساوي في معظم الحكومات النمساوية منذ 1945 مع بعض الاستثناءات.
بعد انسحاب القوات السوفييتية من النمسا قام الحزب بقيادة برونو بيترمان بتعديلات جذرية في برنامج الحزب بهدف توسيع قاعدته الاجتماعية لتتجاور «العمال» وتشمل «كل من يعمل للحصول على رزقه»، ما يعني توسيع قاعدة أعضاء الحزء لتشمل قطاعات من الطبقة البرجوازية الجديدة الناشئة، واتخذ الحزب خطا مواليا للمعسكر الغربي ومعاديا للشيوعية. وشهد العام 1967 تعديلا مهما في برنامج الحزب، حيث تحولت أولوية الحزب من «إعادة توزيع الثروة» إلى زيادة معدلات النمو الاقتصادي واستقطاب الاستثمارات الخارجية لدعم منظومة الرفاه الاجتماعي، وأعاد الحزب موضعة نفسه في «يسار الوسط». ارتبطت فترة الرخاء الاجتماعي بقيادة برونو كرايسكي للحزب في أعوام السبعينيات وإلى العام 1983 حيث تمتع الحزب بالأغلبية المطلقة في البرلمان، إلى أن خسرها في ذلك العام، وتولى قيادة الحزب فريد سينوفاتز الذي شكل حكومة مع حزب الحرية اليميني FPÖ دامت إلى العام 1986، حيث شكل رئيس الحزب الجديد فرانز فرانتسكي حكومة مع حزب الشعب النمساوي ÖVP (اجتماعي مسيحي) دامت إلى العام 2000، حيث انتقل الحزب إلى المعارضة حتى العام 2006. عاد الحزب إلى الحكومة (بالاشتراك مع حزب الشعب) بعد انتخابات 2007 بقيادة ألفرد غوزنباور الذي ترأسها إلى أن سقطت في العام 2008. قاد الحزب بعدها فيرنر فايمان الذي ترأس الحكومة إلى أن تنحى في العام 2016 ليخلفه كريستيان كيرن. في نوفمبر 2018 انتخبت باميلا رندي فاغنر رئيسة للحزب، وظلت في هذا المنصب حتى يونيو 2023، حيث أعلنت عن تراجعها عن الترشح لفترة رئاسة جديدة حبعد حصولها على المركز الثالث في استطلاع داخلي لآراء أعضاء الحزب. في مؤتمر الحزب الذي عقد في 3 يونيه من نفس العام انتخب فيه أندرياس بابلر رئيساً.
منذ انتخابات2017 والحزب في مقاعد المعارضة البرلمانية.
منظمة الحزب الشبابية تدعى الشبيبة الاشتراكية النمساوية (بالألمانية: Sozialistische Jugend Österreich).
الحزب منتسب للاشتراكية الدولية.

### الانتخابات البرلمانية
حصل الحزب في انتخابات العام 2002 على 36.51% من الأصوات في اعام 2002، (69 مقعدًا)، وفي الانتخابات البرلمانية الأخيرة في 29 أيلول/سبتمبر 2019 حصل الحزب على 22.1% من الأصوات، 40 مقعدًا)، وظل في صفوف المعارضة البرلمانية، وحافظ على هذه النسبة تقريبا في الانتخابات الأخيرة التي جرت في سبتمبر 2024 إذ نال 21.14% من الأصوات (41 مقعد).

#### الانتخابات الرئاسية
في انتخابات عام 2004 فاز مرشح الحزب، هاينز فيشر بحصوله على 52.4% من الأصوات، وفاز فيشر كذلك في انتخابات 2010 بـ 79.3% من الأصوات ليظل في منصب رئيس الجمهورية إلى العام 2016، أما في انتخابات عام 2016 فحصل مرشح الحزب رودولف هوندتسدورفر على 11.24% من الأصوات وخرج من الجولة الأولى، وانتقلت رئاسة النمسا إلى مرشح حزب الخضر ألكساندر فان دير بيلين، الذي دعمه الحزب الديمقراطي الاجماعي في انتخابات أكتوبر 2022 لدورة رئاسية ثانية ولم يقدم مرشحاً منافساً.

### انتخابات المقاطعات

الحزب الاشتراكي في المقاطعات النمساوية.أحمر غامق: رئاسة المقاطعة ومشارك في الحكومة المحلية
أحمر:مشارك في الحكومة المحلية
وردي: مشارك في الحكومة المحلية بدون حقيبة
وردي فاتح: معارضة

- النمسا العليا (2021): 18.60% - مشارك في الحكومة المحلية
- النمسا السفلى(2023): 20.70% - مشارك في الحكومة المحلية
- تيرول (2022): 17.50% - مشارك في الحكومة المحلية
- كيرنتن (2023): 38.90% - رئاسة المقاطعة ومشارك في الحكومة المحلية
- سالزبورغ (2023): 17.90% - معارضة
- فورارلبيرغ (2019): 9.46% - معارضة
- شتايرمارك (2019): 23.02% - مشارك في الحكومة المحلية
- بورغنلاند (2020): 49.94% - رئاسة المقاطعة ومشارك في الحكومة المحلية
- فيينا (2020): 41.62% - رئاسة المقاطعة ومشارك في الحكومة المحلية

### البرلمان الأوروبي
في انتخابات البرلمان الأوروبي في أيار/مايو 2019 نال الحزب 23% من الأصوات، 5 مقاعد، وفي الانتخابات التي جرت في يوليو 2024 حصل الحزب على 23.22 من الأصوات.

## اقرأ أيضاً
- ماركسية نمساوية
- ديمقراطية اشتراكية
- اشتراكية ديمقراطية
- ائتلاف الإشارة الضوئية

## مواقع خارجية
- موقع الحزب الاشتراكي الديمقراطي النمساوي SPÖ الرسمي